# Catedral de Santa María (Jaffna)
La Catedral de Santa María (en tamil: புனித மரியா தலைமைக் கோயில) es la sede de la diócesis de Jaffna ubicada en el país asiático de Sri Lanka. La construcción de la iglesia de Santa María se inició en 1789 y se terminó en 1794.  El primer párroco fue el padre Leonard Rebeiro. La iglesia fue construida en el sitio de una casa con techo de paja que había servido previamente como un lugar de culto para los católicos de Jaffna. A principios del siglo XX la iglesia, que ahora era una catedral, se había vuelto demasiado pequeña para dar cabida a todos los fieles. La construcción de una nueva catedral se inició en 1939, pero no se terminó hasta 1975.